# Contea di Columbia (Arkansas)
La contea di Columbia, in inglese Columbia County, è una contea dello Stato dell'Arkansas, negli Stati Uniti. La popolazione al censimento del 2000 era di 25 603 abitanti. Il capoluogo di contea è Magnolia. Il nome le è stato dato in onore alla dea Columbia.

## Geografia fisica
La contea si trova nella parte meridionale dell'Arkansas. L'U.S. Census Bureau certifica che l'estensione della contea è di 1986 km², di cui 1984 km² composti da terra e i rimanenti 2 km² composti di acqua.

### Contee confinanti
- Contea di Nevada (Arkansas) - nord
- Contea di Ouachita (Arkansas) - nord-est
- Contea di Union (Arkansas) - est
- Parrocchia di Claiborne (Louisiana) - sud-est
- Parrocchia di Webster (Louisiana) - sud
- Contea di Lafayette (Arkansas) - ovest

### Principali strade ed autostrade
- U.S. Highway 79
- U.S. Highway 82
- U.S. Highway 371
- Highway 19
- Highway 98
- Highway 160

## Storia
La Contea di Columbia venne costituita il 17 dicembre 1852.

## Città e paesi
- Emerson
- Magnolia
- McNeil
- Taylor
- Waldo